# Condado de Buchanan (Iowa)
O Condado de Buchanan é um dos 99 condados do estado norte-americano do Iowa. A sede do condado é Independence, que é também a sua maior cidade. O condado tem uma área de 1485 km² (dos quais 5 km² estão cobertos por água), uma população de 21 093 habitantes, e uma densidade populacional de 14 hab/km² (segundo o censo nacional de 2000). O condado foi fundado em 1837 e o seu nome foi dado em homenagem ao então senador James Buchanan (1791-1868), que depois seria secretário de Estado dos Estados Unidos (1845-1849) e o 15.º presidente dos Estados Unidos (1857-1861).

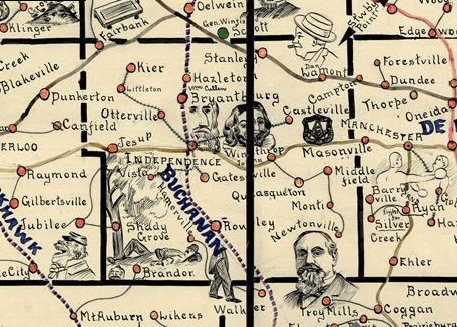
Pormenor do mapa pictórico "Galbraith's 1897 Rail Service Map of Iowa", que mostra as localidades do condado de Buchanan à época. Algumas localidades foram movidas do seu local correto para colocar as figuras. Diversas localidades, como Hamerville, Vista, Kier, Middlefield, Newtonville e Castleville não existem hoje, sendo meras cidades-fantasmas.